# Leptotarsus (Macromastix) minutissimus
Leptotarsus (Macromastix) minutissimus is een tweevleugelige uit de familie langpootmuggen (Tipulidae). De soort komt voor in het Australaziatisch gebied.